# Идиатуллин, Марсель
Марсель Идиатуллин (узб. Marsel Idiatullin / Марсель Идиатуллин; род. 28 декабря 1977 или 27 декабря 1977, Узбекская ССР) — узбекистанский футболист выступавший на позиции нападающего. Ныне тренер. Лучший бомбардир (26 голов) чемпионата Узбекистана в 2003 году.
Играл за «Кызылкум» в 2002—2003 годах, сыграл 59 игр и забил 47 голов. С 2004 года по 2009 год играл за ташкентский «Локомотив» (128 игр и 42 гола). В 2009 году короткое время выступал за джизакскую «Согдиану» (10 игр).